# William Carey
William Carey (17 tháng 8 năm 1761 – 9 tháng 6 năm 1834) là nhà truyền giáo người Anh và là mục sư giáo phái Baptist. Ông được xem là "Cha đẻ của phong trào truyền giáo đương đại". Carey là một trong những nhà sáng lập Hội Truyền giáo Baptist. Đích thân ông đến sống tại Serampore, Ấn Độ, với sứ mạng của một nhà truyền giáo. Carey dịch Kinh Thánh sang tiếng Bengali, Sanskrit và nhiều ngôn ngữ và phương ngữ khác.

## Tuổi trẻ
Là con đầu lòng trong một gia đình có năm người con của Edmund và Elizabeth Carey, cả hai đều là thợ dệt trong làng Paulespury ở Northamptonshire. William được nuôi dưỡng trong đức tin Anh giáo; khi lên sáu, cha cậu được chọn làm thư ký giáo xứ và hiệu trưởng trường làng. Từ khi còn bé, William đã ham thích học hỏi và đặc biệt quan tâm đến các môn khoa học tự nhiên, nhất là môn thực vật học, ngoài ra cậu còn có năng khiếu ngoại ngữ và có thể tự học tiếng Latin.
Khi 14 tuổi, cha của Carey gởi cậu đến học việc với một người thợ giày ở làng Hackleton kế cận. Thầy của cậu, Clarke Nichols, cũng là một thành viên tích cực trong nhà thờ, nhưng một người học việc khác, John Warr, lại là một tín hữu không thuộc quốc giáo (Anh giáo). Qua ảnh hưởng của Warr, Carey dần dần rời bỏ Giáo hội Anh để gia nhập một nhà thờ nhỏ thuộc giáo phái Tự trị giáo đoàn ở Hackleton. Trong khi học nghề thợ giày, Carey tự học tiếng Hi Lạp với sự giúp đỡ của một người cùng làng đã từng thụ hưởng nền giáo dục đại học.
Khi Nichols qua đời năm 1779, Carey đến làm việc cho một người thợ giày khác ở gần đó tên Thomas Old. Năm 1781, Carey kết hôn với cô em vợ của Old, Dorothy Plackett. Không giống chồng, Dorothy không biết chữ, cô ký tên trên giấy kết hôn bằng một dấu thập. William và Dorothy Carey có sáu người con, bốn trai hai gái; cả hai cô con gái đều chết khi còn bé. Ông bà Old qua đời sau đó không lâu, và Carey đảm nhận công việc ở hiệu đóng giày, suốt trong thời gian này Carey tự học tiếng Hebrew, Ý, Hà Lan và tiếng Pháp, chăm chỉ đọc sách trong khi vẫn tiếp tục nghề đóng giày. Bằng mọi cách có thể, Carey luôn tìm cách tích luỹ kiến thức trong khi làm việc.

## Thành lập Hội Truyền giáo Baptist
Carey gia nhập hội đoàn địa phương mới được thành lập của giáo phái Baptist, tại đây ông quen biết với John Ryland, John Sutcliff và Andrew Fuller, sau này họ trở thành bạn thân của nhau. Carey được mời đến thuyết giảng tại nhà thờ của họ ở làng Barton lân cận mỗi hai tuần vào chủ nhật. Ngày 5 tháng 10 năm 1783, William Carey chịu lễ báp têm bởi Ryland và trở nên thuộc viên chính thức của giáo phái Baptist.
Năm 1785, Carey được bổ nhiệm làm hiệu trưởng trường làng Moulton. Ông cũng được mời làm quản nhiệm một nhà thờ Baptist ở địa phương. Trong lúc này, Carey bắt đầu đọc Cuộc đời David Brainerd của Jonathan Edwards và nhật ký của nhà thám hiểm James Cook, và khởi sự chú tâm đến nhu cầu truyền bá Phúc âm đến mọi nơi trên thế giới. Trước đó, trong năm 1781 một người bạn của ông, Andrew Fuller, đã viết một tiểu luận gây tiếng vang với tựa đề Phúc âm cho mọi người, phản bác lập trường Calvin cực đoan đang được ưa thích trong các giáo đoàn Baptist, quan điểm này cho rằng mọi người không muốn đáp ứng với lời gọi của Phúc âm. Tại một buổi họp dành cho các mục sư trong năm 1786, khi Carey nêu lên câu hỏi có phải công tác rao truyền Phúc âm trên khắp thế giới là bổn phận của mỗi tín hữu Cơ Đốc, J. R. Ryland (cha của John Ryland) bắt bẻ: "Này cậu thanh niên, hãy ngồi xuống; khi nào Thiên Chúa vui lòng khiến người ngoại qui đạo, ngài sẽ tự làm mà không cần đến sự trợ giúp của cậu và tôi".
Năm 1789, Carey nhận nhiệm vụ quản nhiệm trọn thời gian cho một nhà thờ nhỏ thuộc giáo phái Baptist ở Leicester. Ba năm sau, năm 1792, ông cho ấn hành bản tuyên ngôn khởi phát công cuộc truyền giáo, Tra vấn về Bổn phận của Cơ Đốc nhân sử dụng mọi phương tiện để đem người khác đến với Đức tin Cơ Đốc (An Enquiry into the Obligations of Christians to use Means for the Conversion of the Heathens). Có năm phần trong quyển sách nhỏ này. Phần đầu luận về tính chính đáng về thần học của các hoạt động truyền giáo, cho rằng mạng lịnh của Chúa Giê-xu là khiến mọi người trên đất trở nên môn đồ của ngài ("Vậy, hãy đi dạy dỗ muôn dân, hãy nhân danh Chúa Cha, Chúa Con, và Chúa Thánh Linh mà làm lễ báp têm cho họ, và dạy họ giữ hết mọi điều mà ta đã truyền cho các ngươi. Và này, ta thường ở cùng các ngươi cho đến tận thế" - Matthew 28. 18-20) vẫn còn ràng buộc các tín hữu. Phần hai khảo lược lịch sử truyền giáo, chương này bắt đầu với thời kỳ Hội thánh sơ khai và chấm dứt với David Brainerd và John Wesley. Phần ba có 26 trang với những bảng kê số liệu về diện tích và dân số của mỗi quốc gia trên thế giới. Chương bốn dành để trả lời những quan điểm chống đối việc sai phái giáo sĩ, ví dụ như những trở ngai trong việc học ngoại ngữ hoặc những nguy hiểm gặp phải trong đời truyền giáo. Cuối cùng là phần năm với lời kêu gọi thành lập một hội truyền giáo cho giáo phái Baptist và mô tả những phương tiện cụ thể cần có để hỗ trợ hiệp hội này. Tiểu luận của Carey khái lược những ý tưởng nền tảng của ông cho công cuộc truyền giáo: Nghĩa vụ Cơ Đốc, sử dụng hiệu quả các nguồn lực sẵn có và thông tin chính xác.
Sau này, một bài giảng của Carey quảng bá tinh thần truyền giáo (được gọi là Bài giảng Bất tử) lập nền trên lời của nhà tiên tri Isaiah trong Kinh Thánh, "Hãy mở nơi trại ngươi, giương màn chỗ ngươi ở. Chớ để chật hẹp; hãy giăng dây cho dài, đóng cọc cho chắc! Vì ngươi sẽ lan rộng ra bên hữu và bên tả; dòng dõi ngươi sẽ được các nước làm cơ nghiệp, và sẽ làm cho các thành hoang vu đông dân cư" (Isaiah 54. 2-3), trong bài giảng này, Carey lặp lại nhiều lần câu nói đã trở nên nổi tiếng và được trích dẫn nhiều nhất: "Hãy cố làm việc lớn cho Thiên Chúa; hãy trông đợi việc lớn từ Ngài". Cuối cùng, Carey cũng vượt qua mọi chống đối, tháng 10 năm 1792, Hội Truyền giáo Baptist được thành lập, trong số các thành viên sáng lập có William Carey, Andrew Fuller, John Ryland, và John Sutcliff. Lúc này họ bận rộn với những vấn đề cụ thể như gây quỹ và định hướng hoạt động của hội. Có một nhà truyền giáo đã đến Calcutta hiện đang có mặt tại Anh Quốc để vận động gây quỹ, Bác sĩ John Thomas, và họ quyết định ủng hộ ông, cũng như cử Carey đi cùng ông đến Ấn Độ.

## Thời gian đầu ở Ấn Độ
Carey cùng con trai đầu Felix, và Thomas cùng vợ và con gái khởi hành từ Luân Đôn trên một tàu thủy của Anh vào tháng 4 năm 1793. Dorothy Carey không đi cùng chồng vì bà đang mang thai và vì bà chưa bao giờ đi xa nhà hơn năm dặm. Chuyến đi bị trì hoãn một thời gian tại Đảo Wight khi thuyền trưởng được tin cho biết ông có thể gặp rắc rối nếu chở trên tàu các nhà truyền giáo, vì vi phạm quy chế độc quyền dành cho Công ty Đông Ấn. Cho đến tháng Sáu, Thomas mới tìm được một thuyền trưởng người Đan Mạch đồng ý nhận họ làm hành khách. Cùng lúc Dorothy, sau khi sinh con, muốn đến Ấn Độ với chồng, có cô em gái đi cùng. Tháng 11 năm ấy họ đến Calcutta.
Năm đầu tiên ở Calcutta, những nhà truyền giáo này phải tự kiếm kế sinh nhai cũng như tìm một địa điểm để lập trụ sở truyền giáo. Họ khởi sự học ngôn ngữ Bengali để có thể giao tiếp với người dân địa phương. Một người bạn của Thomas là chủ các xưởng nhuộm vải đang cần người quản lý, do đó Carey cùng với gia đình dọn lên phương bắc đến Mudnabatty. Suốt sáu năm ở đây, Carey vừa trông nom xưởng nhuộm vừa kịp hoàn tất bản nhuận chánh đầu tiên Kinh Thánh Tân Ước tiếng Bengali và bắt đầu soạn thảo những nguyên tắc giúp hình thành cộng đồng truyền giáo của ông, bao gồm nếp sống cộng đồng, tự túc về tài chính, và đào tạo mục vụ cho người dân địa phương. Nhưng con trai của Carey, Peter, chết vì bịnh lỵ, từ đó Dorothy mắc bệnh suy nhược thần kinh và không bao giờ hồi phục.
Vào lúc này, hội truyền giáo bắt đầu cử thêm giáo sĩ đến Ấn Độ. Trong số này, John Fountain là người đầu tiên đến Mudnabatty và đảm nhận công việc dạy học. Kế đó là William Ward, một thợ in; rồi Joshua Marshman, giáo viên; Davdid Brunsdon, một trong những học sinh của Marshman; William Grant, qua đời chỉ ba tuần sau khi đến Ấn Độ. Do thái độ thù nghịch của Công ty Đông Ấn đối với các nhà truyền giáo, những người này phải đến sống ở khu thuộc địa của người Đan Mạch tại Serampore. Về sau, ngày 10 tháng 1 năm 1800, Carey cũng đến sống với họ.

## Thời kỳ sau ở Ấn Độ

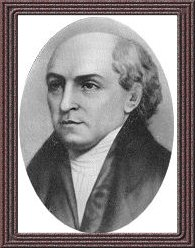
William Carey

Khi đến định cư ở Serampore, các nhà truyền giáo mua một ngôi nhà lớn đủ để chứa tất cả các gia đình giáo sĩ và cả một trường học, cũng là phương tiện hỗ trợ tài chính cho họ. Ward thành lập một cửa hiệu in ấn với những tờ báo đã qua sử dụng mà Carey kiếm được, và khởi sự in Kinh Thánh tiếng Bengali. Tháng 8 năm 1800, Fountain chết vì bị lỵ. Cuối năm ấy có người qui đạo đầu tiên, một tín đồ Hindu tên Krishna Pal. Những nhà truyền giáo cũng giành được thiện cảm của chính quyền Đan Mạch và của Richard Wellesley, khi ấy là Toàn Quyền Ấn Độ.
Những người Hindu đến với đức tin Cơ Đốc đặt ra một vấn đề mới cho các nhà truyền giáo về việc những tân tín hữu có nên duy trì giai cấp của mình hay không. Năm 1802, con gái của Krishna Pal thuộc giai cấp Sudra (thấp nhất trong bốn giai cấp của xã hội Ấn) kết hôn với một người thuộc giai cấp Brahmin (giai cấp cao nhất). Hôn lễ của họ là tuyên cáo chính thức về lập trường của hội thánh là không công nhận sự phân biệt giai cấp.
Brundson và Thomas qua đời năm 1801. Trong năm ấy, Toàn quyền Ấn Độ cho thành lập trường đại học Fort William để đào tạo công chức. Ông dành cho Carey vị trí giáo sư tiếng Bengali. Trong số các đồng sự của Carey tại trường đại học nhiều người là học giả, họ giúp ông chỉnh sửa bản Kinh Thánh tiếng Bengali. Ông soạn các sách văn phạm tiếng Bengali và Sanskrit, và bắt tay dịch Kinh Thánh sang tiếng Sanskrit. Carey sử dụng ảnh hưởng của mình với Toàn quyền Ấn Độ giúp chấm dứt tập tục hiến tế trẻ em cũng như tập tục suttee (khi chồng chết, người vợ - thường thì bị ép buộc - chịu thiêu sống để chết theo chồng), sau khi ông thảo luận với các học giả để xác định rõ ràng rằng những tập tục này không hề lập nền trên kinh sách Hindu (dù vậy, chúng vẫn tiếp tục duy trì cho đến năm 1829).
Dorothy Carey qua đời năm 1807. Một năm sau, Carey kết hôn với Charlotte Rhumohr, một phụ nữ Đan Mạch là thuộc viên trong nhà thờ của ông; không giống Dorothy, Charlotte có trình độ trí thức ngang tầm với chồng. Họ sống với nhau 13 năm, cho đến khi bà qua đời.
Từ in báo tại trụ sở truyền giáo đến các bản dịch Kinh Thánh tiếng Bengali, Sanskrit, cùng các ngôn ngữ và phương ngữ quan trọng khác. Carey bắt đầu dịch các tác phẩm văn chương và kinh sách từ nguyên ngữ Sanskrit sang Anh ngữ, giúp đem chúng đến với đồng bào của ông. Ngày 11 tháng 3 năm 1812, một vụ hoả hoạn xảy ra tại cửa hiệu in gây thiệt hại 10.000 bảng Anh, và tiêu huỷ nhiều nhiều bản dịch không thể thay thế được, trong đó có bản dịch của Carey về văn chương tiếng Sanskrit và một từ điển tiếng Sanskrit với các ngôn ngữ liên quan. Dù vậy, họ đã cứu được máy in và máy dập chữ, chỉ trong sáu tháng nhà in đã hoạt động lại. Trong suốt cuộc đời của Carey, trụ sở truyền giáo này đã in và phân phối các ấn bản Kinh Thánh toàn bộ hoặc từng phần trong 44 ngôn ngữ và phương ngữ.
Năm 1818, Đại học Serampore được thành lập nhằm đào tạo mục sư người địa phương hầu đáp ứng nhu cầu hội thánh đang tăng trưởng và cung cấp các chương trình giáo dục về nghệ thuật và khoa học cho mọi người, không phân biệt giai cấp hoặc xứ sở. Năm 1827, Quốc vương Đan Mạch ban quy chế cho trường trở thành học viện có quyền cấp học vị, lần đầu tiên ở Á châu.
Người vợ thứ hai của Carey, Charlotte, qua đời năm 1821, mười ba năm sau khi họ kết hôn, rồi Felix con trai của ông cũng chết. Năm 1823, Carey kết hôn với người vợ thứ ba, một goá phụ tên Grace Hughes.
Khi số thành viên của Hội Truyền giáo gia tăng thì những bất đồng nội bộ và những bất bình cũng gia tăng, các nhà truyền giáo lớn tuổi đã qua đời, được thay thế bởi những người mới thường thiếu kinh nghiệm. Một số giáo sĩ mới đến không muốn chấp nhận cuộc sống cộng đồng kham khổ, có người đi xa đến nỗi đòi hỏi "một ngôi nhà riêng, một chuồng ngựa và người giúp việc". Xa lạ với cung cách làm việc cật lực của Carey, Ward và Marshman, những giáo sĩ mới cho rằng các nhà truyền giáo trưởng thượng này - nhất là Marshman – là độc đoán, giao cho họ những công việc mà họ không ưa thích.
Khi Andrew Fuller, từng là Thư ký Hội Truyền giáo tại Anh, qua đời năm 1815, người kế nhiệm ông, John Dyer, là một người quan liêu tìm cách cải tổ Hội và kiểm soát các hoạt động ở Serampore. Những bất đồng trở nên không thể hoà giải được và Carey quyết định rút lui khỏi hội truyền giáo mà ông đã thành lập, để lại tài sản của trụ sở truyền giáo và đến sống ở trường đại học. Ông sống cách tĩnh lặng trong khi tiếp tục nhuận chánh Kinh Thánh tiếng Bengali, thuyết giảng, và giảng dạy tại trường đại học cho đến khi từ trần năm 1834.

## Bỏ bê con cái
Ngay từ lần gặp mặt đầu tiên năm 1800, Joshua Marshman đã bất đồng với Carey về cách ông chăm sóc bốn cậu con trai. 4, 7, 12 và 15 tuổi, chúng vô lễ, không kỷ cương và thiếu giáo dục. Carey hầu như bỏ bê chúng.
Hannah Marshman viết, "Người đàn ông tốt bụng này nhìn thấy chúng hư hỏng và than khóc về điều đó, nhưng lại quá mềm yếu để sửa trị chúng". Hannah cùng chồng và người bạn, William Ward, đem các cậu bé trở lại cuộc sống nề nếp. Họ cùng nhau uốn nắn chúng trong khi Carey chăm sóc các giống thực vật, hoạt động truyền giáo và tới lui Calcutta để giảng dạy tại Đại học Fort William. Những người bạn này đã đem đến cho các con của Carey tinh thần kỷ luật, giáo huấn và sự cảm thông. Chính nhờ họ - và rất ít từ Carey – mà các con của ông trở nên người hữu ích.

## Dòng thời gian
- 1761 Sinh tại Paulerspury, Northampton. Anh quốc. Ngày 17 tháng 8.
- 1777 Học nghề thợ giày.
- 1779 Dự một buổi nhóm cầu nguyện đã thay đổi cuộc đời ông, ngày 10 tháng 1.
- 1783 Chịu báp têm bởi Ryland, ngày 5 tháng 10.
- 1786 Chịu ơn gọi đến với chức vụ mục sư tại Olney, ngày 10 tháng 8.
- 1792 Xuất bản Tiểu luận "Tra vấn về Bổn phận của Cơ Đốc nhân";
  - Thành lập Hội Truyền giáo Baptist, ngày 2 tháng 10.
- 1793 Chịu bổ nhiệm làm giáo sĩ đến Ấn Độ, ngày 10 tháng 1;
  - Đặt chân đến Calcutta, ngày 11 tháng 11.
- 1796 Cử hành lễ báp têm cho một người Bồ Đào Nha, tân tín hữu đầu tiên của Carey.
- 1800 Dọn đến sống ở Serampore, ngày 10 tháng 1;
  - Cử hành lễ báp têm cho Krishna Pal, người Bengali đầu tiên qui đạo, ngày 18 tháng 12;
  - Giáo sư ngôn ngữ Sanskrit và Bengali tại Đại học Fort Williams.
- 1801 Hoàn tất bản Kinh Thánh Tân Ước tiếng Bengali, ngày 7 tháng 1.
- 1803 Thành lập tổ chức truyền giáo tự dưỡng.
- 1807 Được Viện đại học Brown, Hoa Kỳ, trao bằng Tiến sĩ Danh dự;
  - Thành viên Hội Á châu Bengali.
- 1808 Xuất bản Tân Ước tiếng Sanskrit.
- 1809 Hoàn tất bản dịch Kinh Thánh (Cựu Ước và Tân Ước) tiếng Bengali, ngày 24 tháng 6.
- 1811 Xuất bản Tân Ước tiếng Marathi.
- 1815 Xuất bản Tân Ước tiếng Punjabi.
- 1818 Cha ông qua đời, ngày 15 tháng 6.
- 1818 Xuất bản Cựu Ước tiếng Sanskrit.
- 1820 Thành lập Hội Nông nghiệp và Làm vườn, ngày 4 tháng 9;
  - Quốc vương Đan Mạch ban quy chế cho trường đại học tại Serampore;
  - Xuất bản Cựu Ước tiếng Marathi.
- 1821 Khai giảng trường đại học Serampore.
- 1825 Hoàn tất Từ điển Bengali - Anh.
- 1826 Chính quyền dành cho Carey "Quy chế Hỗ trợ" (Grant in Aid) cho giáo dục.
- 1829 Tập tục Suttee bị cấm nhờ những nỗ lực của Carey, ngày 4 tháng 12.
- 1834 Từ trần tại Serampore, ngày 9 tháng 6.